# Фалчинето II (Пезаро и Урбино)
Фалчинето II је насеље у Италији у округу Пезаро и Урбино, региону Марке.
Према процени из 2011. у насељу је живело 99 становника. Насеље се налази на надморској висини од 36 м.